# Cynosarges
De Cynosarges (Oudgrieks: Κυνόσαργες) was een gymnasion buiten de stadsmuur van het oude Athene. Hij lag vanuit het centrum van het oude Athene in zuidoostelijke richting in de deme Diomeia net aan de overkant van de Ilisos, ca. 300 m. na de brug aan de weg naar Phaleron. De locatie is vastgesteld tijdens opgravingen van de British School in 1896-97, waarbij een inscriptie met de naam Kynosarges werd gevonden bij de kerk Agios Pandeleimon.
De Cynosarges behoorde tot de drie grote voorstedelijke gymnasia van Athene, samen met de Academia en het Lykeion. Hij was oorspronkelijk bestemd voor Atheners die niet van zuiver Atheens bloed waren (Plutarchus, Themistocles 1, 2). Op het beboste terrein bevond zich ook een heiligdom voor Herakles met altaren voor Herakles en Hebe. In 200 v.Chr. werden de gebouwen van de Cynosarges en de in de buurt gelegen grafmonumenten door Philippus V in brand gestoken en verwoest (Livius 31, 24; Diodorus Siculus 28, 7).
Voor de naam Cynosarges verwijst Pausanias naar een volksetymologische verklaring die te maken heeft met een orakel over een ‘witte hond’. In de Cynosarges hield Antisthenes in het begin van de 4e eeuw v.Chr. zijn filosofische betogen, waaruit de filosofische school ontstond die geïnspireerd door de naam van dit gymnasion de Cynische (‘Hondse’) school werd genoemd (Diogenes Laërtius 6, 13). De Cynosarges was overigens niet voorbehouden aan Cynische filosofen, want in de 3e eeuw v.Chr. hield ook Ariston van Chios er zijn filosofische disputen (Diogenes Laërtius 7, 161).